# Tactical Sekt
Tactical Sekt jest zespołem wykonującym muzykę aggrotech założonym w 2002.

## Historia
Tactical Sekt został wymyślony przez Anthony`ego Mathera w 2002–2003. Mather posiadał doświadczenie z muzyką electro-industrial ze swojego poprzedniego zespołu, Aslan Faction. Kiedy Aslan Faction wydał swój ostatni album, Sin-Drome of Separation w 2003, Anthony miał już kilka pomysłów odnośnie do bardziej tanecznej muzyki, na przykładzie Hocico i Suicide Commando.
Tactical Sekt zaczął koncertować systematycznie w tym samym czasie co Aslan Faction. Po tym jak Aslan Faction przestał występować na żywo i nagrywać nowy materiał, Mather zdecydował się poświęcić się  grupie Tactical Sekt. Płyta Geneticide została wkrótce opublikowana w marcu  2003.
Krótko po wydaniu Geneticide, Tactical Sekt wydał swoją kolejną płytę Burn Process. Muzyka oraz atmosfera zespołu zdecydowanie posunęła się w kierunku euro trance.
W ciągu kilku następnych lat, Tactical Sekt często występował na żywo oraz wykonywał remiksy dla innych zespołów.
W kwietniu 2006, nowy album ujrzał światło dzienne - Syncope. Normalnie album zawierał 12 utworów. Limitowana edycja posiadała drugą płytę zawierającą nigdy wcześniej nieopublikowane piosenki, większość z okresu nagrywania albumu Geneticide.

## Członkowie
- Anthony Mather - wokal, keyboardy, programowanie
- Marco Gruhn - syntezatory
- Jay Taylor - perkusja

## Dyskografia
- Geneticide (NoiTekk) 2003
- Burn Process (NoiTekk) 2003
- Syncope (NoiTekk) 2006